# Feneur
 (juin 2020).
Si vous disposez d'ouvrages ou d'articles de référence ou si vous connaissez des sites web de qualité traitant du thème abordé ici, merci de compléter l'article en donnant les références utiles à sa vérifiabilité et en les liant à la section « Notes et références ».
Feneur (en wallon Feneure ; couramment a Fneure) est une section de la commune belge de Dalhem située en Région wallonne dans la province de Liège. 
C'était une commune à part entière avant la fusion des communes de 1977.

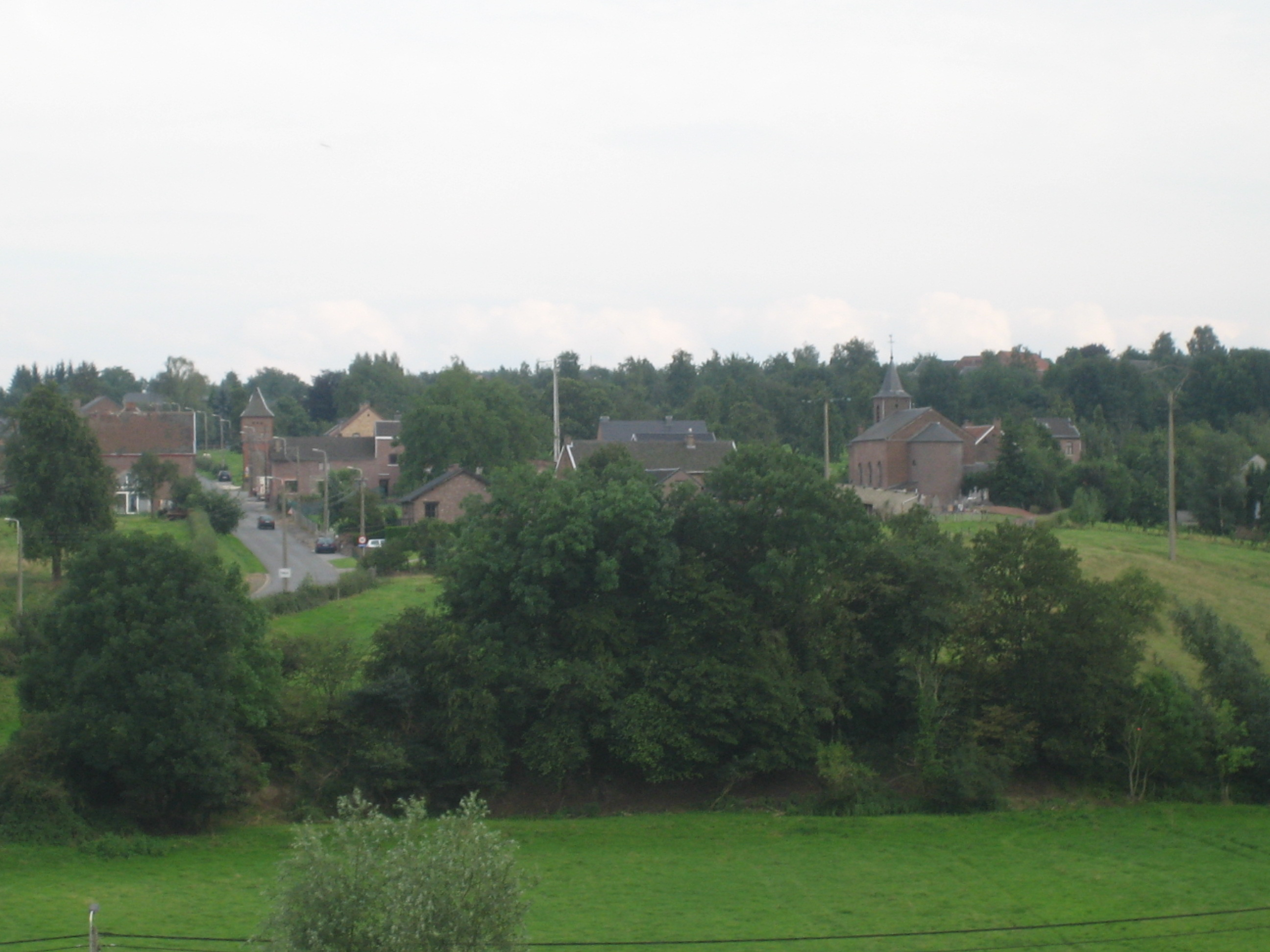
Vue sur le village de Feneur.

## Étymologie
Étymologiquement, Feneur signifierait « terres à foins » (cf « faner » en français). D'où le suffixe -eure de l'orthographe en wallon unifié (qui équivaudrait à * Fanure). Les formes de la scripta (ancienne écriture du wallon, surtout de 1200 à 1600) confirment cette vue : Fenore (1231) renferme la variante malmedienne « -ore » du suffixe -eure.
L'instabilité de la première voyelle (cfr. la forme courante « a Fneure ») est aussi classique pour les dérivés du verbe « fener » (li fenåmoes = li fnå, la fenaison).
La forme romane du toponyme indique une occupation remontant à l'époque gallo-romaine.

## Géographie
Sur le plan géographique, Feneur est représentatif du bocage du pays de Herve : habitat dispersé, noyau villageois réduit aux fonctions collectives (église et salle des fêtes) prédominance des prés et vergers haute-tiges, haies vives, chemins encaissés. L'urbanisation croissante et l'absence de volonté politique ont fortement dégradé ce paysage.

## Démographie
- Sources : INS, Rem. : 1831 jusqu'en 1970 = recensements, 1976 = nombre d'habitants au 31 décembre.

## Historique
Sous l'ancien Régime, Feneur était une enclave étrangère au sein du comté de Dalhem. Depuis 1280 avec certitude, mais sans doute déjà auparavant, la seigneurie appartenait au chapitre de la cathédrale St-Lambert de Liège. Le chapitre nommait les sept échevins, membres de la cour de justice, présidée par le mayeur.  En 1365, un document y mentionne l'exploitation de houille, une des plus anciennes mentions de cette activité minière en principauté de Liège.
En 1378, le duc de Brabant revendique la possession de la seigneurie, mais celle-ci reste au chapitre de St-Lambert. En 1418, un record publié par la cour échevinale signale que les mayeurs et échevins de Feneur sont choisis par le chapitre de St-Lambert. 
Dès le XIVe siècle, certains droits du chapitre de St-Lambert à Feneur sont loués à un certain Jacquemin Hustin et à ses héritiers.  Désormais, grâce à un loyer annuel de 40 florins, celui-ci pourra percevoir le cens et autres revenus que le chapitre avait sur Feneur. Ce dernier se réserve néanmoins le droit de nommer les membres de la cour de justice et d'exploiter les mines superficielles de houille.  Au XVIe siècle, les héritiers de Hustin tenteront pourtant de s'arroger des prérogatives supplémentaires, au détriment du chapitre.  Ainsi, en 1545, J.Martin, faisant fi du contrat passé entre le chapitre et son ancêtre J.Hustin, décide de nommer les membres de la cour et se fait même appeler comte de Feneur.  S'ensuit un procès avec le chapitre de St-Lambert, à l'issue duquel J.Martin est débouté de ses prétentions. 
A de nombreuses reprises, les comtes de Dalhem ont contesté la possession de la seigneurie de Feneur par le chapitre de St-Lambert de Liège. Ainsi, au XIVe siècle, le duc de Brabant Wenceslas, qui est alors aussi comte de Dalhem, prétend que Feneur lui appartient. Pour régler le conflit, la cour de Feneur publie en 1379 un document qui réaffirme l'appartenance du village à Liège.  Au XVIe siècle, le conflit rebonfit.  Un accord signé en 1548 le règle temporairement. Il prévoit que Feneur ferait désormais partie du comté de Dalhem : le comte de Dalhem, c'est-à-dire le duc de Brabant, percevrait les revenus à Feneur et y nommerait les membres de la cour de justice. Les appels de celle-ci ne se feraient plus à Liège mais bien à Dalhem.  Cet accord ne sera pas définitif puisqu'aux siècles suivants, le chapitre de St-Lambert et le comte de Dalhem continueront à exercer conjointement certains droits sur Feneur. 
En 1661, un acte de partage est conclu entre les États généraux des Provinces-Unies et le roi d'Espagne.  Ce document prévoit la scission du comté de Dalhem.  La seigneurie de Feneur est alors rattachée aux Provinces-Unies. En 1785, le traité de Fontainebleau amène le retour de Feneur (et de la quasi-totalité de la partie néerlandaise du comté de Dalhem) aux Pays-Bas autrichiens.
La Révolution française supprime les institutions de l'Ancien Régime : Feneur est érigé en municipalité. 

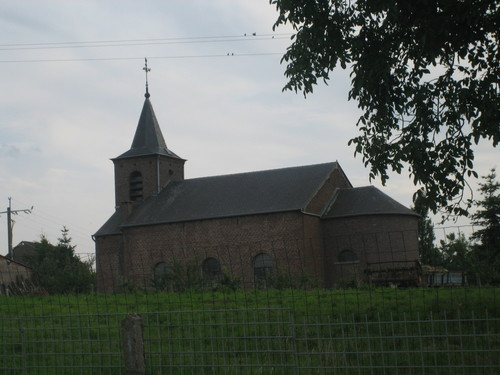
L'église Saint-Lambert.

Sur le plan religieux, la seigneurie de Feneur relève jusqu'en 1842 de la paroisse de Saint-Remy (Blegny).  En 1842, un Arrêté Royal érige Feneur en paroisse. Celle-ci déborde sur le village voisin de Trembleur puisqu'elle en englobe les hameaux de Maroux et de la Neuve Waide. En 1844, construction de l'église St-Lambert.  Pour éviter sa démolition, un groupement villageois entreprend sa restauration vers 1975. Ce groupement, les Moulyniers de Kerwer, organise désormais annuellement la fête villageoise et d'autres activités. 
En août 1914, l'armée allemande envahit la région de Dalhem et s'arrêta à Feneur à la recherche de résistants et de leurs armes. Lors d'une visite inopinée à la ferme principale du village, les Allemands y trouvèrent des armes de chasse qu'ils assimilèrent abusivement à des armes de résistance. La tension monta entre d'une part, les soldats allemands, et d'autre part, le fermier et ses deux fils. Heureusement, l'abbé Schmitz, curé de la paroisse de Feneur, vint négocier avec les Allemands et l'incident s'apaisa. L'abbé Schmitz avait l'avantage de connaître parfaitement la langue allemande. Son intervention permit de sauver la vie au fermier et à ses deux fils.
Depuis 1977, Feneur fait partie de l'entité de Dalhem.
Durant les années 1990 à 2000, la fête du village est connue dans toute la province de Liège pour sa célèbre «Nuit de la Musique» (bal des jeunes le 2e samedi de septembre). Au fil du temps, le succès de la Nuit de la Musique s'essouffle mais la fête annuelle est maintenue sous d'autres formes d'activités. Le village de Feneur est actuellement toujours connu pour sa célèbre grande brocante qui a lieu chaque année le 2e dimanche de septembre. Côté restauration, un chapiteau est installé au centre du village, non loin de l'église de Feneur, avec possibilité de dégustation de plats régionaux et de bières locales.

## Patrimoine et culture

### Patrimoine architectural
Éléments patrimoniaux intéressants  : 
- les trois moulins le long du Bolland, dont un est toujours en fonction ;
- l'ancienne cour de justice (ferme seigneuriale), ferme appartenant actuellement à monsieur François Lechanteur, agriculteur retraité et dernier bourgmestre de Feneur avant la fusion des communes en 1977 ;
- l'église St-Lambert (1844), dotée de beaux vitraux réalisés par Ph.Hochreiter et F. Geyer en 1897. L'église de Feneur est de style roman épuré. En dessous de chacun des six vitraux, figure le nom de la famille donatrice ayant financé le vitrail.